# 裏剣道ZERO
『裏剣道ZERO』（うらけんどうゼロ）は、松山せいじによる漫画。『月刊少年ガンガン』で連載された。ただし、単行本はエニックス/スクウェア・エニックスではなく秋田書店から上下巻で刊行されている。
一撃必殺剣術・裏剣道。その王道の使い手・零（ゼロ）と、もう一つの流派、邪道との戦いを描く。

## あらすじ
学園のアイドル・村正霧恵のもとに、幼馴染だった零（ゼロ）が転校してきた。「霧恵を守りに来た」と零は言うものの、やること成すこと、彼女に恥をかかせることばかり。
そんな折、零は、霧恵に好意を寄せる風紀委員長・凄井飛京（すごいヒキョー）から決闘を申し込まれる。しかし、凄井は裏剣道・邪道の使い手であり、零の実力を見極める刺客であった。決闘の最中、霧恵に危機が迫ったとき、零は裏剣道・王道を発動させ、凄井を撃退する。
これにより、王道と邪道の戦いが幕を開けることになる。

## 登場人物

### 王道関係者
正宗零（まさむね ゼロ）
本作品の主人公。裏剣道・王道の使い手。身長130cm。体重19kg。血液型？。霧恵の幼馴染。田舎暮らしが長かったせいか、常識を知らないことが多い。王道の様々な技を会得しており、命刀・正宗丸を操る。
村正霧恵（むらまさ キリエ）
本作品のメインヒロイン。村正家の三女。14歳。身長157cm。体重45kg。血液型A。零に胸を触られたり、零のフォローをしたりと気苦労が絶えない。それでも、本心では零のことは満更でもない様子。スリーサイズは、82(C)・56・81。
村正英美（むらまさ エイミ）
村正家の長女。OL。？歳（作中では22歳と26歳の両方の記述があるため）。身長175cm。体重59kg。血液型B。裏剣道の歴史を詳しく知っており、零と霧恵の2人に伝える。また自身も裏剣道・王道の使い手でもある。スリーサイズは、92(F)・61・87。
村正部素（むらまさ ベス）
村正家の次女。漫画家。？歳（作中では19歳と22歳の両方の記述があるため）。身長159cm。体重39kg。血液型AB。非常におっとりした性格で、飼い猫の「村正モロちゃん」と一緒にいることが多い。しかし裏剣道・王道の使い手という一面もあり、戦闘時には顔つきが変わる。
愛洲移香斎（あいす いこうさい）
室町時代の剣聖。裏剣道の開祖となる人物。妖（あやかし）を斬るための剣術を編み出し、それを「裏剣道」と名付けた。
王仁（おうじん）
移香斎の子であり、王道の継承者。

### 邪道関係者
カイザー増瀬（カイザー ソゼ）
裏剣道・邪道鬼面流の総帥。身長159cm。体重45kg。血液型A。「完璧（パーフェクト）」が口癖であり、自らの目的を完遂するためには手段を選ばない冷徹な性格。邪道最強剣・邪神転生（じゃじんてんせい）を操る。中学校からいじめをなくし、理想的な学校を作ることを「大義」とし、それに向けて行動する。
正体は、剣刀中学校の生徒、天乃叢雲（あまの むらくも）であり、いじめにあって不登校になっていた。
世文（セブン）
カイザー増瀬の忠実な秘書を務める男。身長188cm。体重50kg。血液型不明。

### その他
みらい先生
霧恵のクラスの担任の女性。身長162cm。体重48kg。血液型A。22歳。温厚な性格ながらも、校内のいじめの状況の改善を教員たちに訴えるなど、熱い面も持つ。かつて教育実習生の時、失敗続きで落ち込んでいたところを天乃に励まされ、立ち直った。天乃がいじめられていることを知ってからは、彼のことを気にかけるようになる。スリーサイズは、97(H)・58・88。